# دولنی تیشیتسه
دولنی تیشیتسه (به چکی: Dolní Těšice) یک منطقهٔ مسکونی در جمهوری چک است که در ناحیه پرروف واقع شده‌است. دولنی تیشیتسه ۲٫۵۵ کیلومتر مربع مساحت دارد ۳۳۲ متر بالاتر از سطح دریا واقع شده‌است.